# 6798 Couperin
6798 Couperin (1993 JK1) là một tiểu hành tinh vành đai chính được phát hiện ngày 14 tháng 5 năm 1993 bởi Eric Walter Elst ở La Silla.